# Ander Iturraspe
Ander Iturraspe (Abadiño, 8 maart 1989) is een Spaans voetballer die doorgaans als defensieve middenvelder speelt. Hij verruilde Athletic Bilbao in juli 2019 transfervrij voor RCD Espanyol. In 2014 debuteerde hij in het Spaans voetbalelftal.

## Clubcarrière
Iturraspe sloot zich op 10-jarige leeftijd bij Athletic Bilbao aan. In 2007 trok hij naar Athletic Bilbao's satellietclub CD Baskonia. Op 23 juni 2008 werd hij bij het eerste elftal gehaald. Op 14 september 2008 maakte hij zijn profdebuut tegen Málaga. Tijdens het seizoen 2011-2012 kwam hij tot 60 officiële wedstrijden onder Marcelo Bielsa. Hij nam de plek over van Carlos Gurpegui, die op dat moment leed onder fysieke problemen. Iturraspe haalde dat seizoen met zijn club de finales van de Copa del Rey en de Europa League. Beide gingen verloren. Na het vertrek van Javier Martínez naar Bayern München werd Gurpegui de volgende verdedigende middenvelder die door Marcelo Bielsa werd omgevormd tot centrale verdediger. Hierdoor ondervond Iturraspe geen concurrentie meer op zijn positie. Vanaf het seizoen 2011/12 speelde hij elk seizoen meer dan dertig competitieduels.

## Interlandcarrière
Iturraspe maakte op 30 mei 2014 zijn debuut in het Spaans voetbalelftal in een oefeninterland tegen Bolivia (2–0). Hij speelde de volledige wedstrijd. Gerard Deulofeu die dag maakte ook zijn debuut.
1 García ·
3 Gómez  ·
4 Kumbulla ·
5 Calero ·
6 Cabrera ·
7 Puado ·
8 Expósito ·
9 Véliz ·
10 Lozano ·
11 Milla ·
12 Tejero ·
13 Pacheco ·
14 Oliván ·
15 Gragera ·
16 Cheddira ·
17 Carreras ·
18 Aguado ·
19 Sánchez ·
20 Král ·
22 Romero ·
23 El Hilali ·
24 Cardona ·
31 Roca ·
33 Fortuño ·
37 Ünüvar ·
Coach: González